# Frankie i Johnny (film 1991)
Frankie i Johnny – amerykańska komedia romantyczna z 1991 roku na podstawie sztuki Terrence’a McNally’ego Frankie and Johnny in the Clair de Lune.

## Obsada
- Al Pacino – Johnny
- Michelle Pfeiffer – Frankie
- Héctor Elizondo – Nick
- Nathan Lane – Tim
- Kate Nelligan – Cora
- Jane Morris – Nedda
- Greg Lewis – Tino
- Al Fann – Luther
- Ele Keats – Artemis
- Fernando López – Jorge
- Glenn Plummer – Peter
- Tim Hopper – Lester
- Harvey Miller – Pan Rosen
- Sean O’Bryan – Bobby

## Fabuła
Po 2 latach Johnny wychodzi z więzienia. Ma 46 lat i chce zacząć uczciwe życie. Dostaje pracę kucharza w barze w Nowym Jorku, a gotować nauczył się w więzieniu. Tam poznaje kelnerkę Frankie, która wpada mu w oko. Ona jeszcze nie jest gotowa na nowy związek. Ale on nie odpuszcza i nie zamierza zrezygnować...

## Nagrody i nominacje
Złote Globy 1991
- Najlepsza aktorka w komedii/musicalu – Michelle Pfeiffer (nominacja)

Nagroda BAFTA 1991
- Najlepsza aktorka drugoplanowa – Kate Nelligan